# 5522 De Rop
5522 De Rop eller 1991 PJ5 är en asteroid i huvudbältet som upptäcktes den 3 augusti 1991 av den belgiske astronomen Eric W. Elst vid La Silla-observatoriet. Den är uppkallad efter den belgiske astronomen Willy De Rop.
Asteroiden har en diameter på ungefär 5 kilometer och den tillhör asteroidgruppen Nysa.